# Will Friedle
William Alan "Will" Friedle (Hartford, Connecticut, 11 de agosto de 1976) es un actor y comediante estadounidense. Es conocido por su papel de Eric Matthews en la comedia de situación televisiva Boy Meets World, entre 1993 y 2000. Ha dado voz a algunos personajes animados, como Terry McGinnis, el protagonista de Batman Beyond, y Ron Imparable en Kim Possible. 
En 2024, tras el estreno de la docuserie Quiet on Set: The Dark Side of Kids TV, se reveló que Friedle estuvo entre las celebridades que escribieron cartas de apoyo hacia al ex-productor y agresor sexual de menores, Brian Peck, tras la denuncia recibida por el abuso sexual de Peck hacia actor Drake Bell, quien en ese entonces tenía 15 años. 

## Carrera

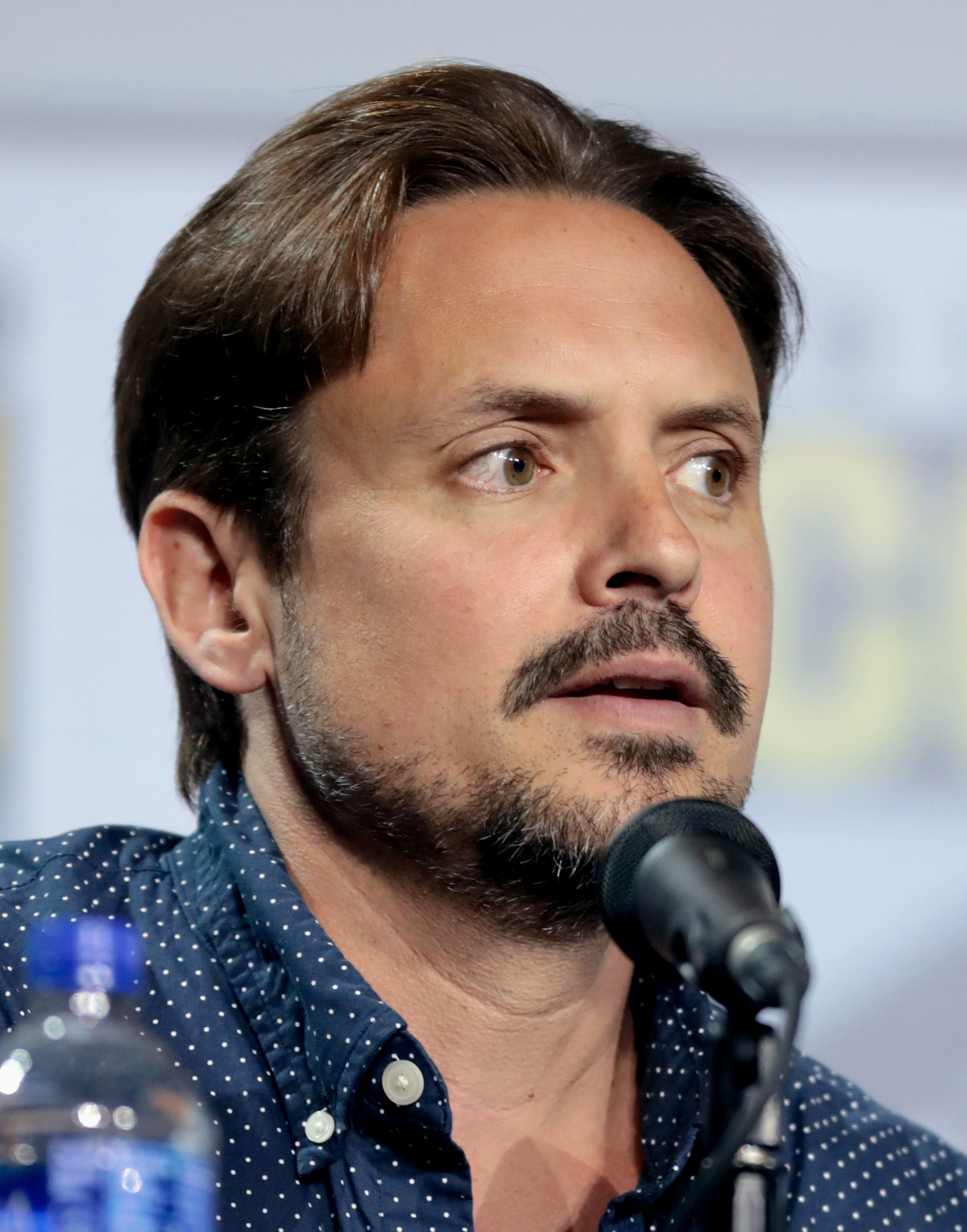
Will Friedle hablando en la San Diego Comic-Con International 2019 en San Diego, California.

Friedle creció en Avon, Connecticut, hasta el momento en que decidió convertirse en actor, para lo que tuvo que trasladarse a Nueva York para realizar las audiciones. Apareció por primera vez en televisión en 1988 como invitado en el programa Don't Just Sit There, aunque su primer papel serio fue el de Eric en la serie Boy Meets World entre 1993 y 2000.
En 2004, coprotagonizó con Chris Owen un film de cine independiente llamado National Lampoon's Gold Diggers. También apareció en un papel de apoyo en 2005 para otra película de la ABC. Esto es solo una parte del extenso currículum de producciones en las que ha participado.
También es un conocido actor de voz en que destaca su trabajo prestando su voz para los videojuegos Kingdom Hearts II y Rogue Galaxy, aunque también en series de televisión antes mencionadas. Actualmente participa desde el año 2008 en la serie animada Batman: The Brave and the Bold dando su voz a Blue Beetle.

## Vida personal
En 1997 mantuvo una relación con la actriz Jennifer Love Hewitt con la que coprotagonizó la comedia romántica adolescente Trojan War. Casado en 2016.
Friedle mantiene también una gran amistad con el actor Jason Marsden y fue padrino de la boda de este en octubre de 2004. Los dos también han trabajado juntos en numerosas producciones como Boy Meets World, Trojan War, Kim Possible, y Batman Beyond.

## Filmografía
| Cine       | Cine                                  | Cine                                    | Cine                          |
| Año        | Película                              | Personaje                               | Notas                         |
| ---------- | ------------------------------------- | --------------------------------------- | ----------------------------- |
| 1997       | Trojan War                            | Brad Kimble                             |                               |
| 2000       | Batman Beyond: Return of the Joker    | Batman/Terry McGinnis                   | Voz                           |
| 2003       | National Lampoon's Gold Diggers       | Calvin Menhoffer                        |                               |
| 2004       | The Greatest Short Film Ever!!!       | Mark                                    |                               |
| 2004       | Howl no Ugoku Shiro                   | Varios                                  | Voz                           |
| 2008       | Batman: Gotham Knight                 | Anton                                   | Voz                           |
| Television |                                       |                                         |                               |
| Año        | Título                                | Personaje                               | Notas                         |
| 1988       | Don't Just Sit There                  | Invitado                                |                               |
| 1992       | Law & Order                           | Russ                                    |                               |
| 1993–2000  | Boy Meets World                       | Eric Matthews                           | Young Artist Award (nominado) |
| 1994       | The Gift of Love                      | Luke                                    | CBS                           |
| 1994       | Are You Afraid of the Dark?           | Jimmy Armstrong                         |                               |
| 1996       | ABC Afterschool Specials              | Jason Gallagher                         |                               |
| 1998       | My Date with the President's Daughter | Duncan Fletcher                         | Disney Channel                |
| 1999       | Zoe, Duncan, Jack and Jane            | Jeremy Pinter                           |                               |
| 1999       | H-E Double Hockey Sticks              | Griffelkin                              | ABC                           |
| 1999       | Odd Man Out                           | Phillip Evans                           |                               |
| 1999–2001  | Batman Beyond                         | Batman, Terry McGinnis                  | Voz                           |
| 2001       | The Zeta Project                      | Batman, Terry McGinnis                  | Voz                           |
| 2001       | 3rd Rock from the Sun                 | Stan                                    |                               |
| 2001       | Go Fish                               | Pete Troutner                           |                               |
| 2002       | The Random Years                      | Alex                                    |                               |
| 2002–2004  | Ozzy & Drix                           | Hector Cruz (a.k.a. The City of Hector) |                               |
| 2002–2007  | Kim Possible                          | Ron Imparable                           | Voz                           |
| 2003       | Jack's House                          | Jack                                    |                               |
| 2003       | Regular Joe                           | Larry                                   |                               |
| 2003       | Kim Possible: A Sitch in Time         | Ron Imparable                           | Voz                           |
| 2003, 2005 | Lilo & Stitch: The Series             | Manager de Mackey Macaw, Ron Imparable  | Voz                           |
| 2004       | Static Shock                          | Batman, Terry McGinnis                  | Voz                           |
| 2004       | Teen Titans                           | Varios                                  | Voz                           |
| 2004       | Less Than Perfect                     | Caleb                                   |                               |
| 2004, 2005 | Justice League                        | Green Lantern Batman                    | Voz                           |
| 2005       | Kim Possible Movie: So the Drama      | Ron Imparable                           | Voz                           |
| 2005       | Everything You Want                   | Calvin Dillwaller                       |                               |
| 2005       | The Batman                            | Gearhead                                |                               |
| 2006       | American Dragon: Jake Long            | Primo Greggy                            | Voz                           |
| 2008       | Ben 10: Alien Force                   | Ken Tennyson                            | Voz                           |
| 2008       | The Secret Saturdays                  | Doyle                                   | Voz                           |
| 2008       | Batman: The Brave and the Bold        | Blue Beetle                             | Voz                           |
| 2014-2017  | Girl Meets World                      | Eric Matthews                           |                               |

## Videojuegos
- Rogue Galaxy (2007) (videojuego) como Jaster.
- Kingdom Hearts II (2006) (videojuego) como Seifer Almasy.
- Tony Hawk's American Wasteland (2005) (videojuego).
- Advent Rising (2005) (videojuego).
- Medal of Honor: Pacific Assault (2004) (Videojuego).
- Jade Empire (2005) (videojuego).
- Teen Titans (2001) (videojuego) como Fang.